# Mihail Nyikiforovics Katkov
Mihail Nyikiforovics Katkov (oroszul: Михаил Никифорович Катко́в; Moszkva, 1818. február 13. – Znamenszkoje-Szadki, 1887. augusztus 1.) orosz publicista és szlavofil gondolkodó.

## Élete
Kisnemes család sarja volt. Tanulmányait Moszkvában, Königsbergben és Berlinben végezte, utóbbi helyen különösen Schellinget és Karl Werdert szerette hallgatni. Előbb Moszkvában a filozófia tanára volt, de 1848-ban állását ott kellett hagynia és 1856-ban nyomdát alapított és megindította a Russzkij Vesztnyik (Orosz híradó) című havi folyóiratot. 1861-ben bérbe vette a Moszkvai Egyetem tulajdonát képező Moszkovszkije Vedomosztyi című nagy napilapot is, melyet haláláig szerkesztett. 1886-ban szerkesztőtársával, Pavel Leontyjevvel a moszkvai Miklós-liceumot alapította, melyben valamennyi régi nyelvet tanították. Mint politikus 1863-ig az angol önkormányzatnak és a reformoknak barátja volt, de az 1863-as lengyel felkelés után a nemzetiségi áramlatokat követve, egészen más állást foglalt el a Moszkovszkije Vedomosztyiban. Követte Lengyelország, Litvánia és a balti-tengeri tartományok erőszakos russzifikálást és pártfogásba vette szlavofil szövetségesei érdekében az adókiváltságokat és agrárkommunizmust. Nagy ellensége volt Katkov a németeknek, de a magyaroknak is. 1886-ban hírlapját a Valujev miniszter ellen indított hajszája miatt betiltották, de nemsokára újra felszabadították. Dmitrij Tolsztoj gróf minisztersége alatt nagy és hátrányos befolyása volt Katkovnak a tanügyre. III. Sándor trónra lépésekor sikerült neki megakadályozni a II. Sándor által célba vett vidéki gazdasági bizottságok életbe léptetését és arra bírni a cárt, hogy szigorúan nemzeti reakcionárius és abszolutisztikus rendszert, a külügyi politikában pedig pánszláv célokat kövessen. Ő volt az elsők egyike, aki a Franciaországgal való szövetséget sürgette és kíméletlenül ostorozta hírlapjában Giers külügyminiszter békepolitikáját. Meghalt Znamenszkoje nevű birtokán, Moszkva mellett. Halálhírére a francia liga feje, Paul Déroulède sietett is Moszkvába, hogy sírjára koszorút helyezzen.
Publicisztikai munkáiból több gyűjtemény jelent meg; ilyenek: Szobranyije sztatyej po polszkomu voproszu (Cikkek a lengyel kérdésről, Moszkva 1887); Nasa ucsebnaja reforma. Sz prilozsenyijami  pregyiszlovijem i primecsanyijami Lva Polivanova (A mi tanügyi reformunk, Lev Polivanov előszavával és jegyzeteivel, Moszkva 1893).